# Плейтвил
Плейтвил (на английски: Platteville) е град в окръг Уелд, щата Колорадо, САЩ. Плейтвил е с население от 2370 жители (2000) и обща площ от 3,8 km². Намира се на 1467 m надморска височина. ЗИП кодът му е 80651, а телефонният му код е 970.